# Crise da Igreja Universal em Angola
A Crise da Igreja Universal em Angola em 2019 foi um período conturbado na história da Igreja Universal do Reino de Deus (IURD) em Angola, marcado por dissidências de pastores que se recusaram a aceitar a remoção de seus cargos eclesiásticos devido a violações de regras e condutas ilícitas. Essa crise culminou com o governo de Angola transferindo a propriedade dos templos para os pastores dissidentes.
No Brasil, a instituição perdeu quase 3 mil pastores.

## Contexto
A Igreja Universal é uma organização religiosa brasileira fundada por Edir Macedo em 1977, que possui uma presença global e é conhecida por suas práticas de teologia da prosperidade. A igreja ganhou popularidade em Angola desde a década de 1990, estabelecendo uma forte presença e expandindo-se rapidamente no país africano.
Ao longo dos anos, surgiram acusações e controvérsias envolvendo a IURD, incluindo alegações de lavagem de dinheiro, evasão fiscal, exploração da fé dos fiéis e até mesmo casos de violações dos direitos humanos. Essas polêmicas alimentaram uma percepção negativa da igreja em alguns setores da sociedade angolana.

## Desenvolvimento da crise
No ano de 2019, a Igreja Universal em Angola enfrentou uma grave crise quando um grupo de pastores dissidentes foi removido de seus cargos eclesiásticos devido a violações das regras e condutas estabelecidas pela instituição religiosa. Essas violações, que não foram detalhadas publicamente, foram consideradas graves o suficiente pela liderança da IURD para justificar a remoção dos pastores envolvidos.
No entanto, esses pastores dissidentes não aceitaram a decisão da igreja e alegaram que estavam sendo injustiçados. Eles se recusaram a deixar os templos e iniciaram uma campanha pública contra os líderes da Universal alegando que as remoções eram arbitrárias e políticas.
Em meio a essa crise, o governo de Angola tomou uma decisão surpreendente. Em 2021, o Estado angolano anunciou a transferência da propriedade dos templos da igreja para os pastores dissidentes. Essa decisão foi vista por muitos como uma intervenção do governo na disputa interna da igreja e gerou polêmica e debates acalorados.
No Brasil, o governo federal buscou um diálogo com o presidente da República angolana João Lourenço em busca de soluções para apaziguar o conflito, porém não houve sucesso.

## Consequências e desdobramentos
A transferência da propriedade dos templos da IURD para os pastores dissidentes teve um impacto significativo na estrutura da igreja em Angola. Os pastores dissidentes passaram a administrar os templos de forma independente, separando-se oficialmente da Igreja Universal do Reino de Deus. Além disso, eles tentaram criar de forma ilegal uma comissão de reforma, buscando manter sua base de fiéis e continuando suas atividades religiosas.
Insatisfeitos com a decisão judicial, o povo se uniu em frente aos templos interditados para protestar pela restituição dos locais religiosos. A polícia angolana chegou a agredir os fiéis.
Essa crise e seus desdobramentos geraram controvérsias e debates sobre a interferência do governo em assuntos religiosos, a liberdade religiosa e a separação entre Estado e religião em Angola. Além disso, lançaram uma luz sobre as práticas e as dinâmicas internas da igreja do bispo Macedo, levantando questionamentos sobre sua governança e suas relações com as autoridades políticas.
Em 2022, o bispo Honorilton Gonçalves, então responsável pelo trabalho evangelístico no país, o bispo Antônio Ferraz, presidente da Igreja em Angola e outros dois pastores foram julgados pela corte angolana.
O juiz Tutri Antônio absolveu os réus dos crimes, condenando apenas Gonçalves á prisão por 3 anos, sendo logo revertido em multa.
No momento, apenas as regiões de Benguela e Cabinda tiveram seus templos restituídos.